# Kosd
Kosd (szlovákul Košd) község Pest vármegyében, a Váci járásban.

## Fekvése
Vác északkeleti szomszédságában, a Cserháthoz tartozó Kosdi-dombság vidékén Kosdi-patak két partján helyezkedik el. Különálló településrésze Cselőtepuszta, a központjától légvonalban mintegy másfél, közúton bő két kilométerre nyugatra.
Zsáktelepülés, közúton csak a 21 117-es számú mellékúton érhető el, a 2-es főútról Vác belvárosában, vagy az M2-es autóútról a Vác-centrum–Kosd-csomópontban letérve. Erről az útról közelíthető meg Cselőtepuszta is.

## Története
Kosd Árpád-kori település. A falut még II. András király ajándékozta a váci püspökségnek.
A tatárjárás alatt elnéptelenedett, de hamarosan újranépesült.
A törökök többször is feldúlták a települést.
Az 1848–49-es forradalom és szabadságharc alatt két ütközet is zajlott le itt, mikor Damjanich az osztrákokkal, Görgey pedig az orosz sereggel ütközött meg Vác és Kosd között, a Naszály hegy lábánál.
A 20. század elején az 1950-es megyerendezésig Nógrád vármegye Nógrádi járásához tartozott.
1910-ben 2018 lakosából 2015 magyar volt. Ebből 1198 római katolikus, 782 református, 25 evangélikus volt.

## Közélete

### Polgármesterei
- 1990–1994: Borovits Ferenc (FKgP)[3]
- 1994–1998: Borovits Ferenc (független)[4]
- 1998–2002: Princz Sándor (független)[5]
- 2002–2006: Urbán Ferencné (független)[6]
- 2006–2010: Urbán Ferencné (független)[7]
- 2010–2012: László Zoltán (független)[8]
- 2012–2014: Kurdi Ferenc (Jobbik)[9][10]
- 2014–2019: Kurdi Ferenc (Jobbik)[11]
- 2019–2024: Kurdi Ferenc (független)[12]
- 2024– : Kurdi Ferenc (független)[1]

A településen 2012. november 25-én időközi polgármester-választást (és képviselő-testületi választást) tartottak, az előző képviselő-testület önfeloszlatása miatt. A választáson a hivatalban lévő polgármester is elindult, de négy jelölt közül csak a második helyet érte el.

## Népesség
A település népességének változása:
| Lakosok száma | 2483 | 2447 | 2386 | 2390 | 2473 | 2470 | 2480 |
|               | 2013 | 2014 | 2018 | 2021 | 2022 | 2023 | 2024 |

A 2011-es népszámlálás során a lakosok 87,9%-a magyarnak, 0,7% cigánynak, 0,9% németnek, 0,3% románnak, 0,2% szlováknak mondta magát (12% nem nyilatkozott; a kettős identitások miatt a végösszeg nagyobb lehet 100%-nál). A vallási megoszlás a következő volt: római katolikus 50,5%, református 16,6%, evangélikus 1,2%, görögkatolikus 0,2%, felekezeten kívüli 7,3% (20,7% nem nyilatkozott).
2022-ben a lakosság 92,1%-a vallotta magát magyarnak, 0,6% németnek, 0,4% szlováknak, 0,4% cigánynak, 0,1% görögnek, 3,5% egyéb, nem hazai nemzetiségűnek (7,8% nem nyilatkozott; a kettős identitások miatt a végösszeg nagyobb lehet 100%-nál). Vallásuk szerint 40,2% volt római katolikus, 13,4% református, 1% evangélikus, 0,4% görög katolikus, 0,2% ortodox, 3,4% egyéb keresztény, 1,1% egyéb katolikus, 9,7% felekezeten kívüli (30,6% nem válaszolt).

## Nevezetességei

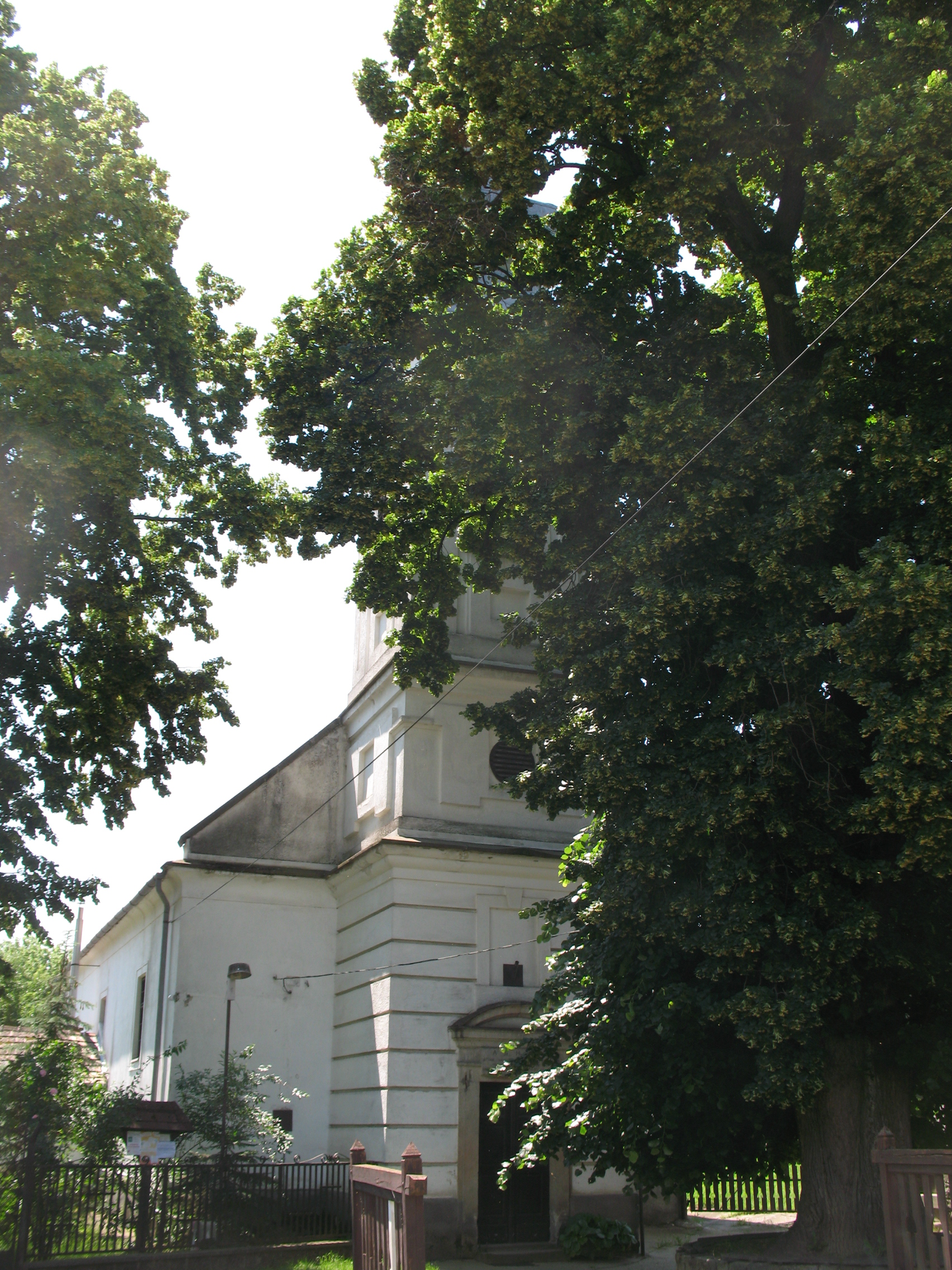
Református templom
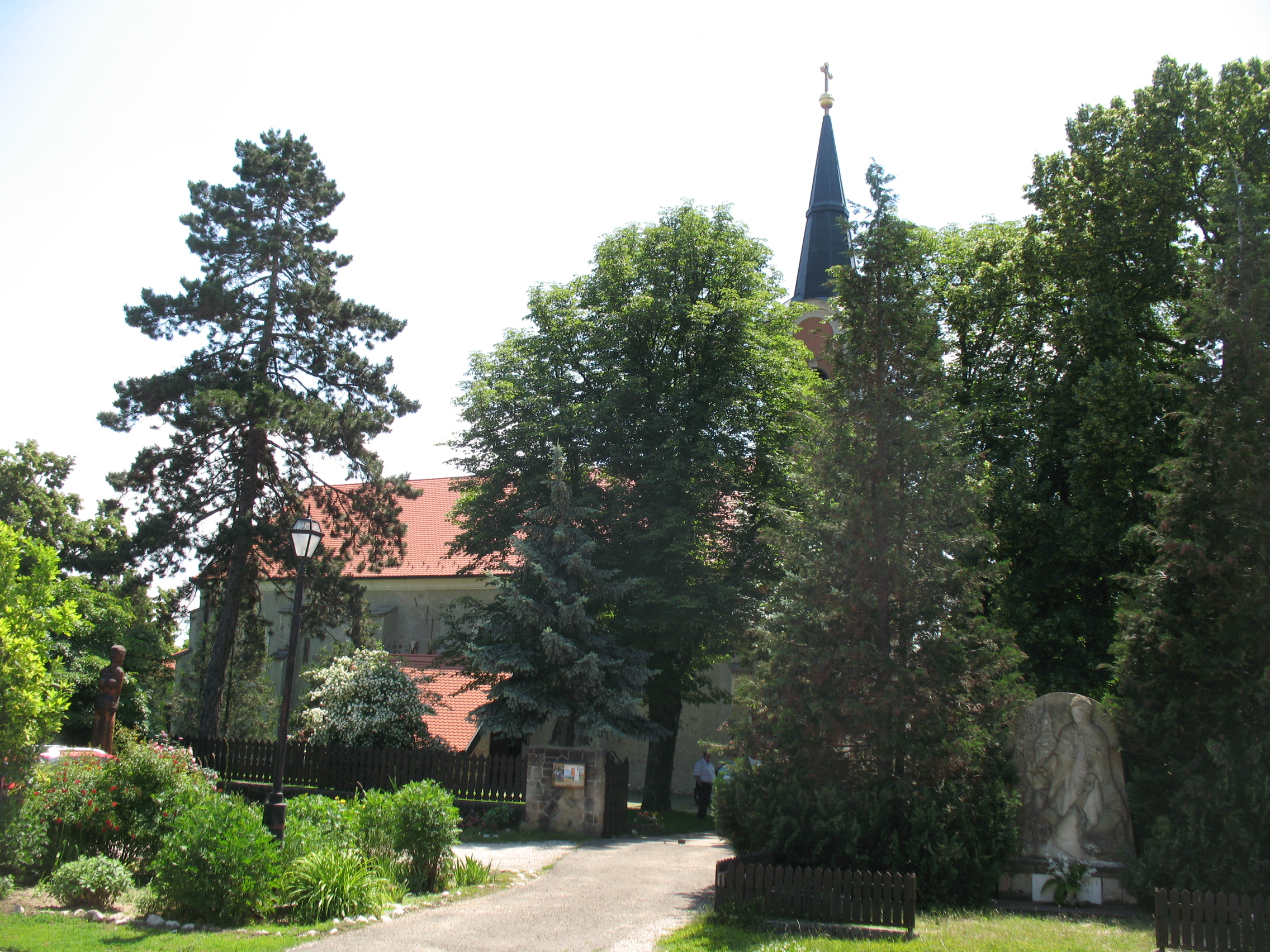
Római katolikus templom
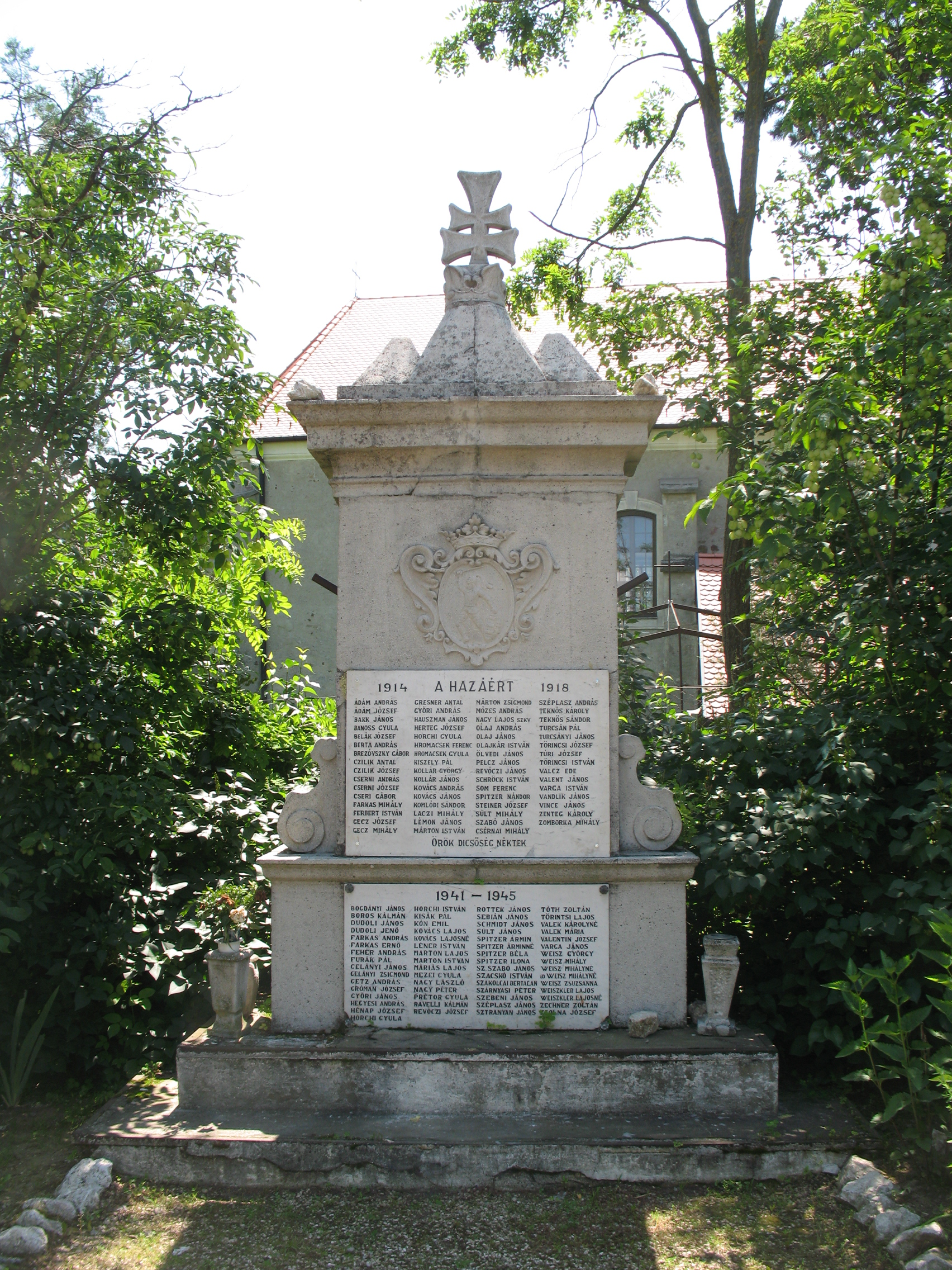
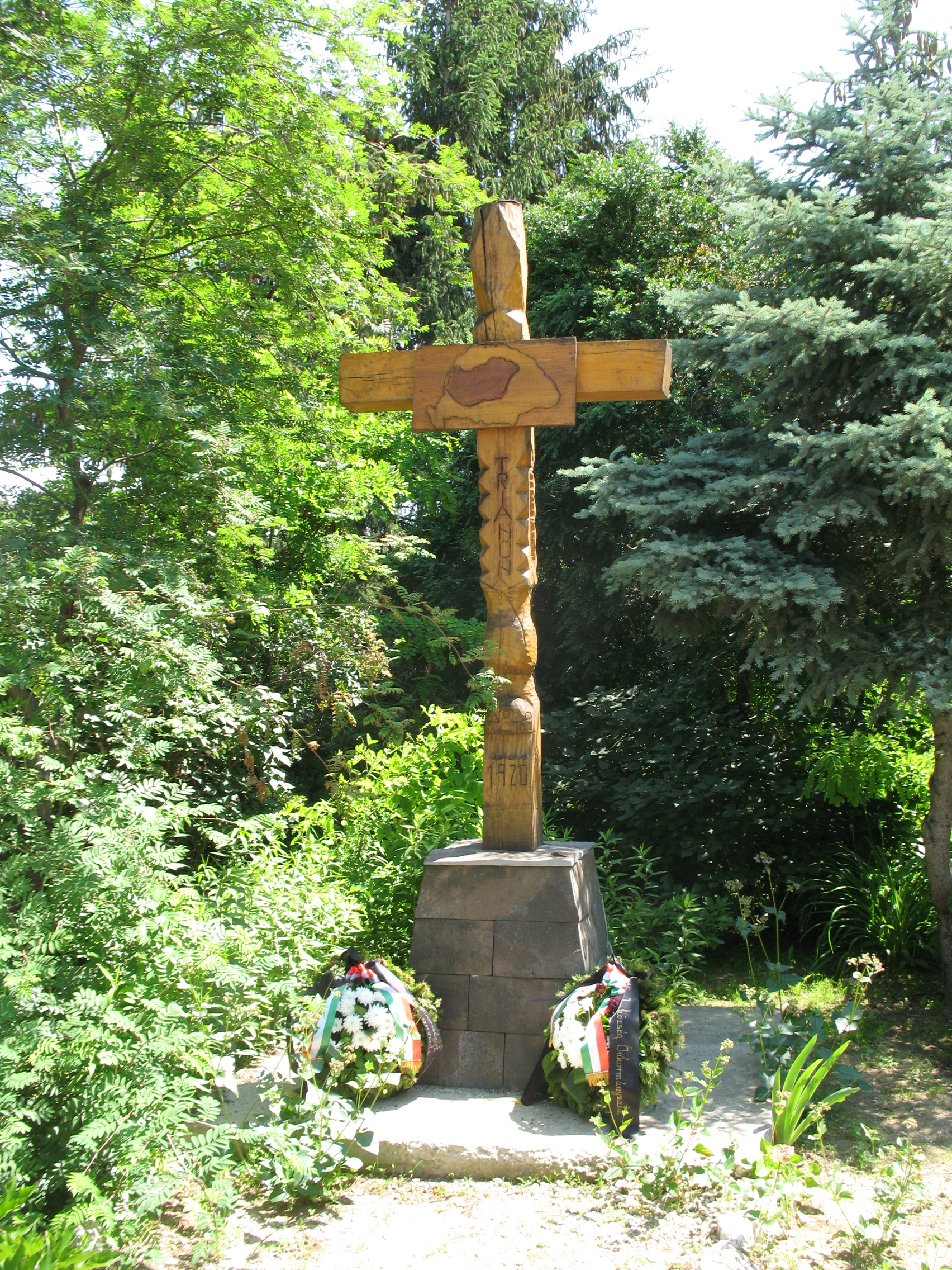
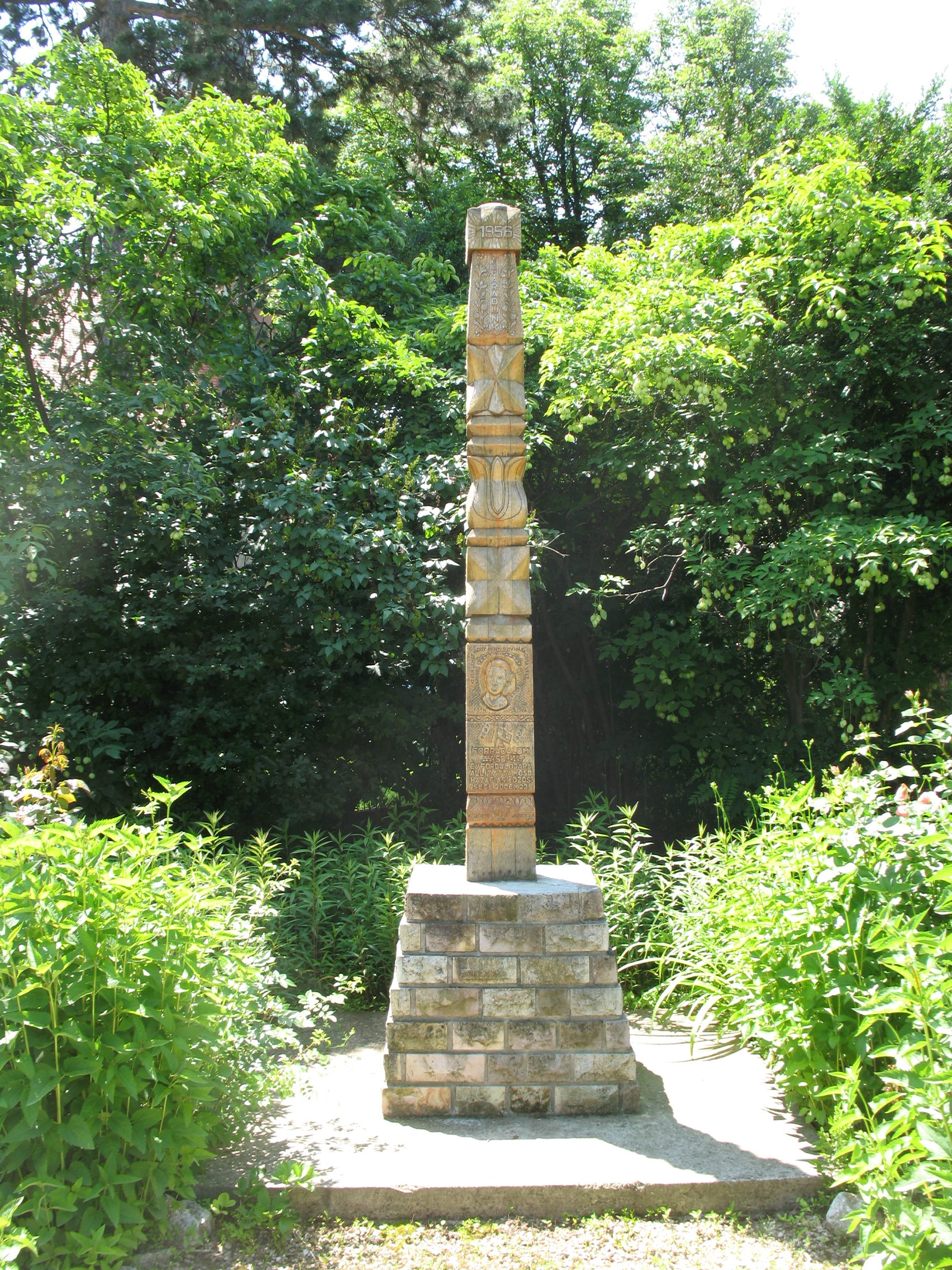
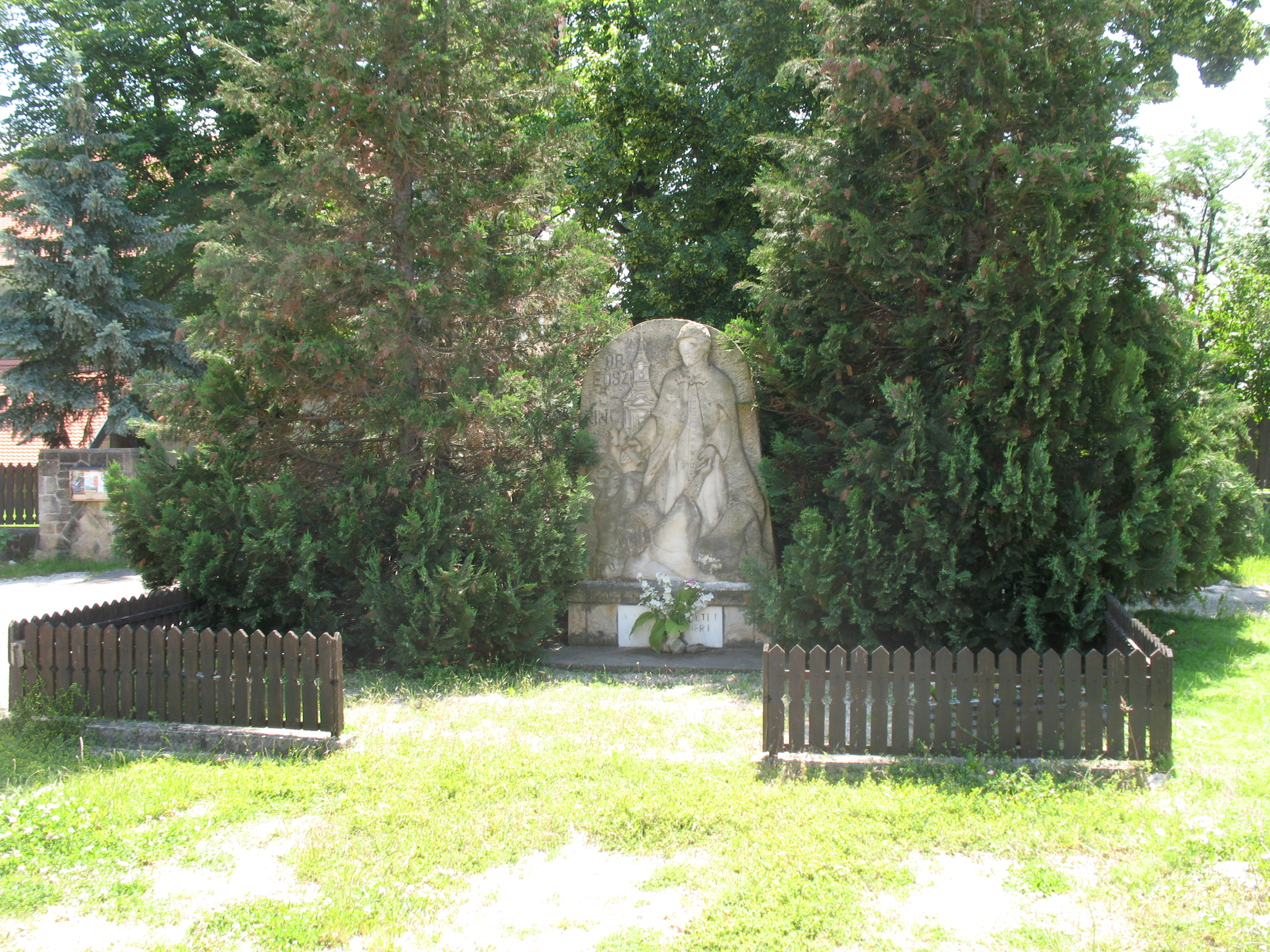
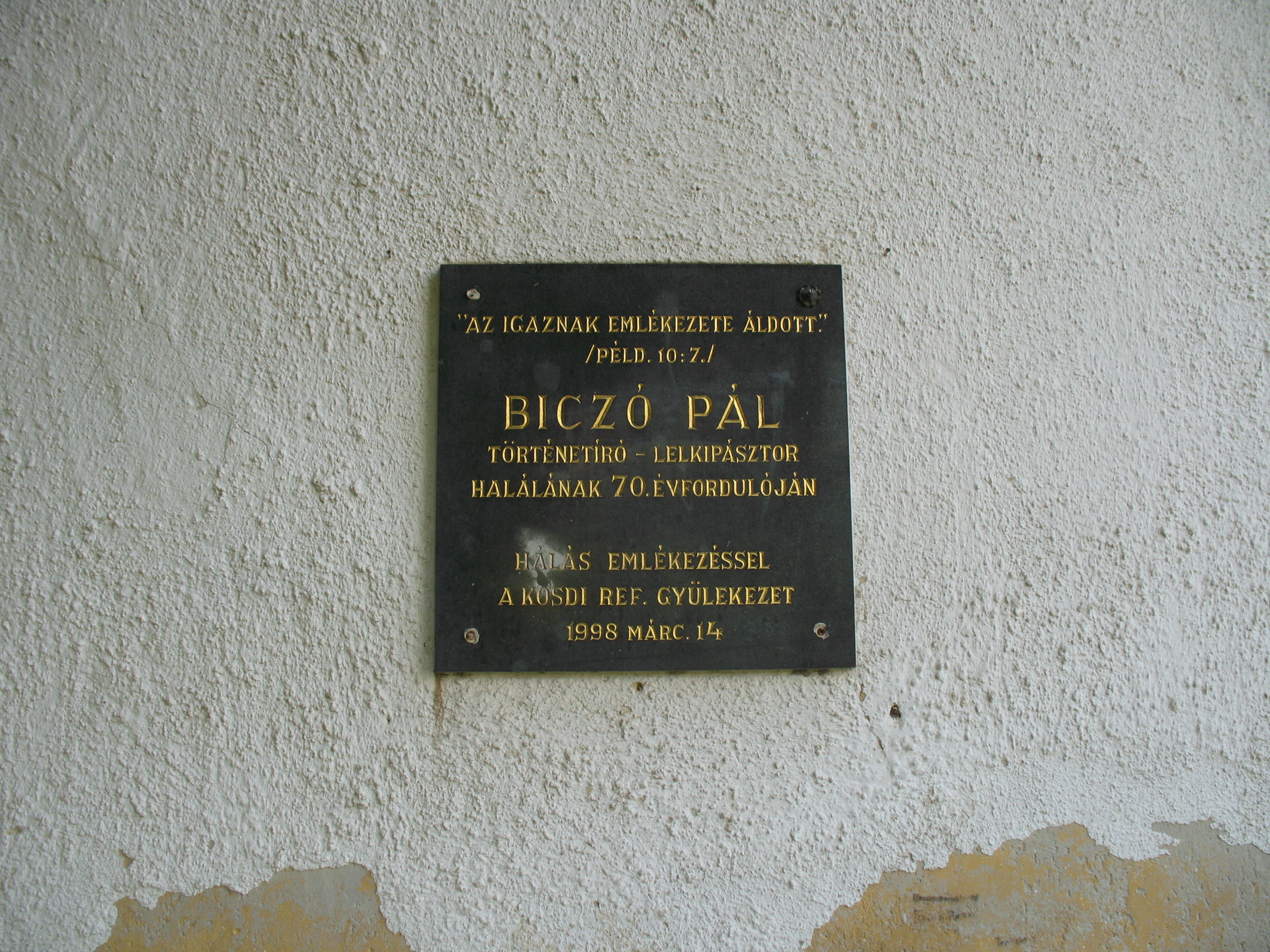
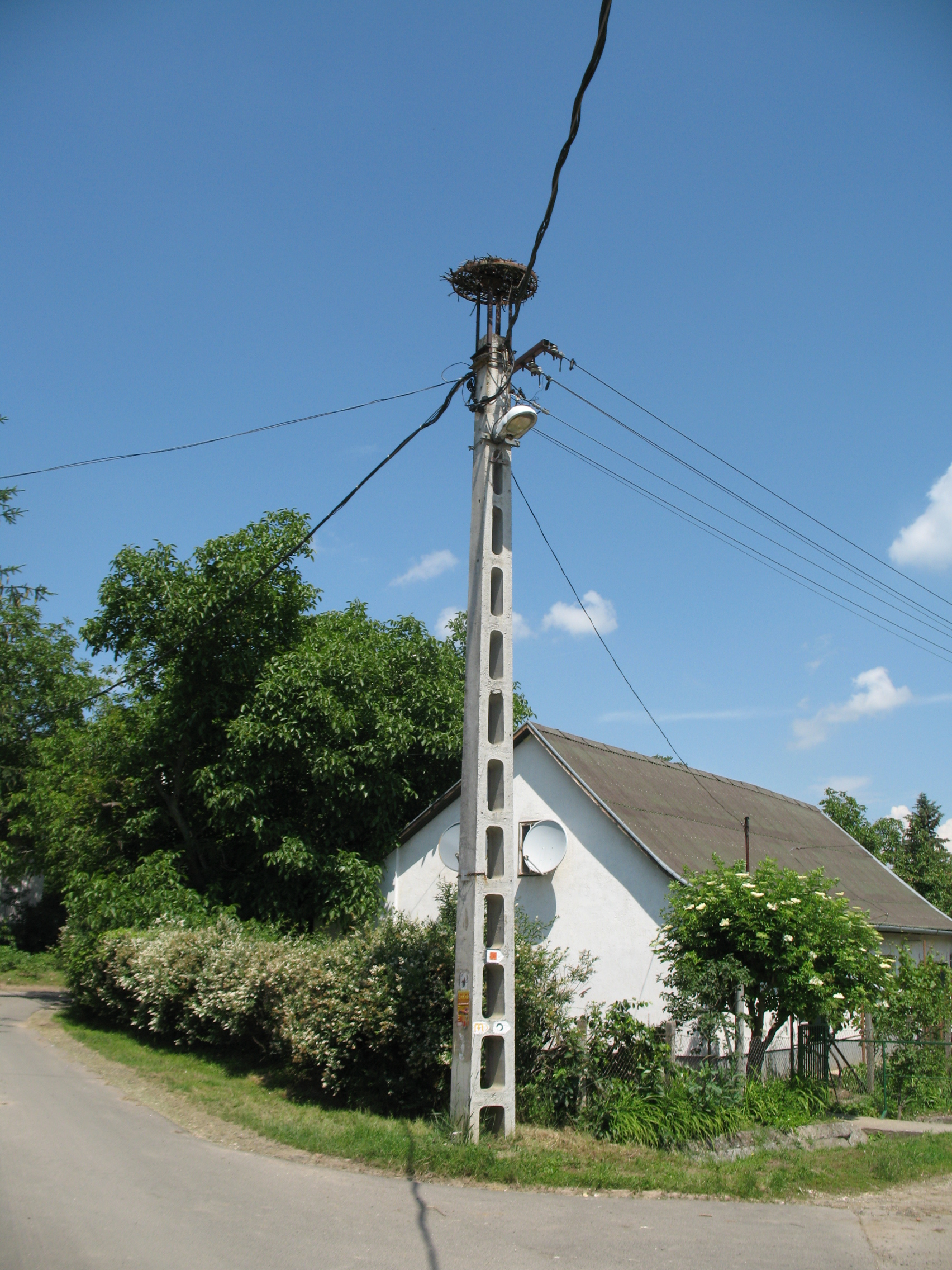

- Római katolikus templom - gótikus, XV. századi, átalakíttatta és bővíttette Migazzi Kristóf váci püspök 1765-ben, barokk stílusban. A homlokzata 19. század eleji, klasszicista, egy harmadik történeti réteget képvisel. Műemlék.
- Református templom - 1784 és 1786 között épült, copf stílusban. Tornya 1810-re készült el. Szószéke a 19. sz első feléből való. Főbejárata fölött kronosztikon olvasható, amelynek összértéke 1796-ot ad ki: a MIkor hazánkot ezer Veszély ére / frantz gonosz eLLenség sartzát rontVa kére, / heLYségVnkben tVz Jég árVÍz VeszéLYt szerzett / e torony kezDetet az épVLésben Vett
- Kálvária-szoborcsoport - műemlék.
- Plébániaépület - helyi védelem alatt

## Tömegközlekedés
- Helyközi autóbuszjárat: 333